# Убер, Фридрих Христиан Герман
Христиан Фридрих Герман Убер (нем. Friedrich Christian Hermann Uber, 22 апреля 1781, Бреслау — 2 марта 1822, Дрезден, Германский союз) — немецкий композитор и скрипач.

## Биография
Родился в Бреслау (современный Вроцлав), был сыном юриста и любителя музыки Христиана Бенджамина Убера; его брат Александр был известным исполнителем на виолончели.
Изучал право в Галле, затем стал учеником Даниэля Готлоба Тюрка, под руководством которого изучал музыку. Затем он получил место камерного музыканта при дворе принца Людвига Фридриха; впервые как солист выступил в 1806 году, начиная с 1807 года служил в качестве первого скрипача в оркестре в Брауншвейге. В 1808 году по приказу Жерома Бонапарта он был назначен капельмейстером оперы в Касселе.
В 1814 году он был назначен королём Жеромом Бонапартом оперкапельмейстером в Касселе. С 1814 года он был капельмейстером театра в Майнце, а в 1816 году стал музыкальным директором в Kreuzschule (Дрезден), с 1817 года работая там же в качестве кантора.
Писал оперы, интермедии, кантаты, страсти, концерты для скрипки. Стилистически его творчество принадлежит к романтизму. Из многих его сочинений в особенности обратила на себя внимание музыка к драме «Вечный жид» — увертюра к этой драме в начале XIX века долгое время исполнялась в Германии. 
Христиан Фридрих Герман Убер умер 2 марта 1822 года в городе Дрездене.